# Ierland op het Eurovisiesongfestival 2016

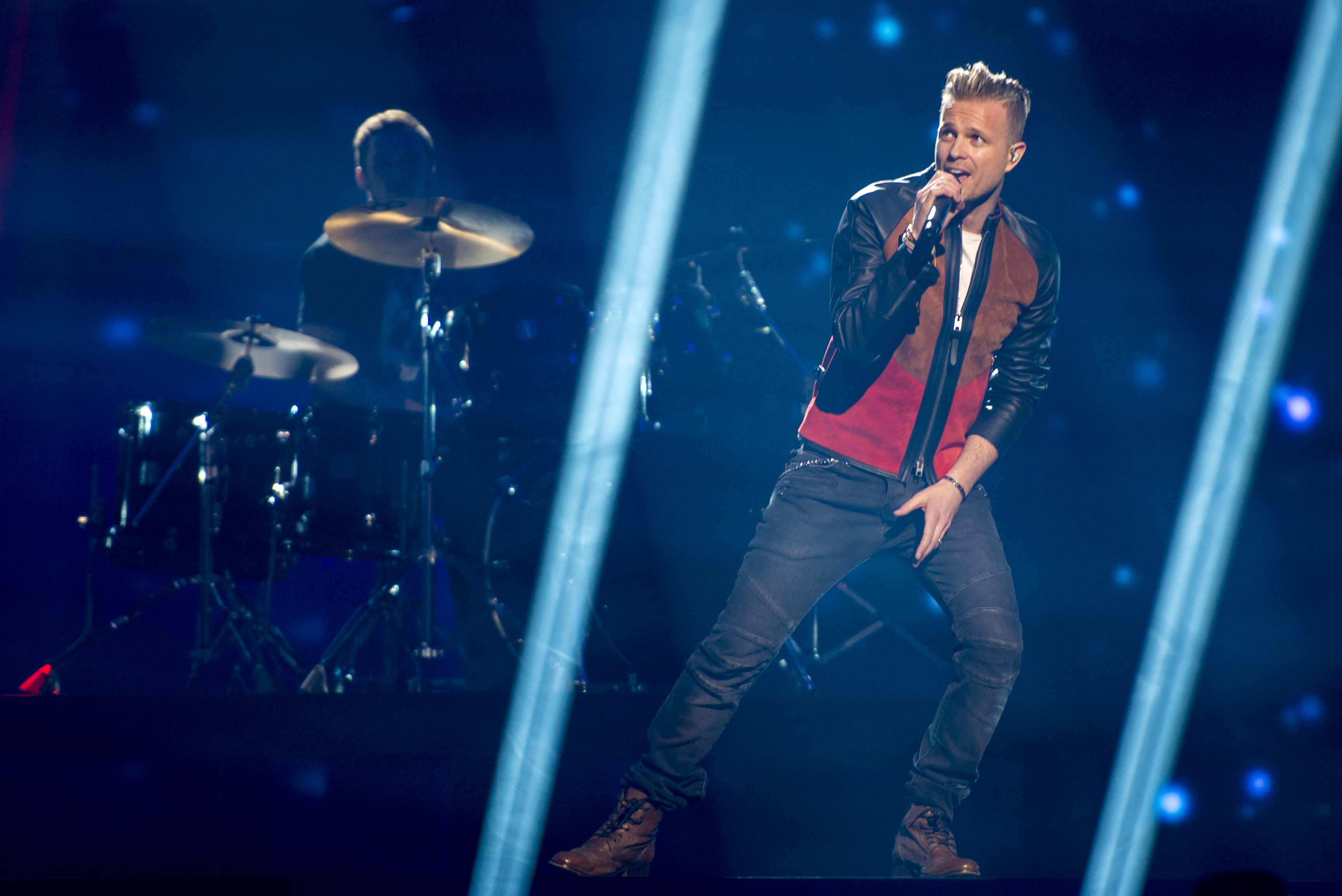
Nicky tijdens de repetities in Stockholm.

Ierland nam deel aan het Eurovisiesongfestival 2016 in Stockholm, Zweden. Het was de 50ste deelname van het land op het Eurovisiesongfestival. RTE was verantwoordelijk voor de Ierse bijdrage voor de editie van 2016.

## Selectieprocedure
Reeds in mei 2015 gaf de Ierse openbare omroep aan te zullen deelnemen aan het Eurovisiesongfestival 2016. Op 13 januari 2016 maakte RTE bekend dat het intern had gekozen om Nicky Byrne af te vaardigen naar het Eurovisiesongfestival, en dit met het nummer Sunlight. Byrne is vooral bekend als lid van de boysband Westlife. Het was voor het eerst in de geschiedenis dat Ierland zijn act volledig intern aanduidde.

## In Stockholm
Ierland trad in Stockholm in de tweede halve finale op donderdag 12 mei 2016 aan. Nicky Byrne trad als zevende van achttien acts op, net na Sanja Vučić uit Servië en gevolgd door Kaliopi uit Macedonië. Ierland wist zich niet te plaatsen voor de finale.